# Yellowstonska kaldera
Yellowstonska kaldera (doslovno: Žutokameni kotao, fonetizirani oblik: Jeloustonska kaldera) je vulkanska kaldera u Nacionalnome parku Yellowstone (SAD). Kaldera se nalazi u sjeverozapadnom dijelu Wyominga, a njen najveći dio zahvaća park Yellowstone.
Procjene promjera kaldere, koje se kreću se od 55 do 72 km, utvrdio je Geološki institut SAD geološkim ispitivanjem terena koje je provela ekipa koju je predvodio Bob Christiansen 60-ih i 70-ih godina 20. stoljeća.
Nakon emisije u okviru znanstvenog programa BBC 2005. godine, gdje je skovan pojam supervulkan, ova kaldera naziva se i supervulkanom.

## Otkriće
Geolog Bob Christiansen i njegova ekipa ispitali su podzemlje Yellowstonea i naišli na znatne količine očvrslog pepela debljine 30 cm. Christiansen je zaključio da je pepeo mogao potjecati od erupcija nekog vulkana koji danas ne postoji, jer u Yellowstoneu nije uspio pronaći nikakav ugašeni vulkan, niti njegovu kalderu. Počeo je sumnjati da je Yellowstone dio nekog starog vulkanskog sustava, ali za to nije imao dokaza.
Godine 1973. profesor Bob Smith, vulkanolog sa sveučilišta u Utahu, proučavao je mjesto na kojem je proveo veći dio svoje službe. S jednog otoka u jezeru Yellowstone zapazio je dvije pojave koje su ga zbunile. Prvo, jedan ponton, koji je ranije koristio za prijelaz, našao se pod vodom. I drugo, na južnom kraju jezera stabla su utonula su u jezero za oko 30 cm.
U otkriću kaldere ulogu je imala i NASA koja je izabrala Yellowstone kao pokazno mjesto za ispitivanje novog modela infracrvene kamere namijenjene za ispitivanje Mjeseca. Nešto kasnije njegove slike se dobilo satelitom Landsat.
Kalderu se uočilo na snimkama kao ogromno ulegnuće između planinskih lanaca. Pruža se sa sjeveroistoka ka jugozapadu nevjerojatnih 70 km x 30 km. Profesor Smith zatražio je od NASA-e potanko ispitati čitavo područje. Milimetarski točna ispitivanja pokazala su da se površina parka, od prvih mjerenja izvedenih 1923., podigla za čitavih 74 cm! Postojalo je samo jedno objašnjenje za takvu pojavu – veliki spremnik magme pod zemljom Yellowstonea, skriveni supervulkan.
Christiansen je zatim otkrio ostatke čak tri kaldere. Različite starosti, bile su doslovno naslagane jedna preko druge. Došao je do dokaza da se posljednja erupcija Yellowstonea odigrala prije oko 630 000 godina i da je tada pepelom zasula polovinu površine današnjih SAD. Druga erupcija bila je prije 1 200 000, a treća prije 1 800 000 godina (1,2 odnosno 1,8 milijuna godina). Ovo otkriće izazvalo je posebnu pozornost i zloslutne pretpostavke u javnosti kada se shvatilo da se upravo nalazimo u vremenu kad bi vulkan u Yellowstoneu trebao opet erumpirati. Odnosno, trebao je već erumpirati, ali iz nekih razloga je to okasnilo. Radi se o erupciji koja bi svojom snagom mogla uništiti ne samo SAD, nego možebitno ugroziti i cijelo čovječanstvo.

## Opasnost
Stručnjaci NASA-e su utvrdili da se ispod Yellowstonea, na dubini od 8 000 metara, nalazi najveća magmena komora koju se ikada otkrilo. Ispunjena magmom i plinom pod velikim tlakom, polagano gura tlo kaldere naviše. Bob Smith je zatim otkrio da je na dubini od 5 000 metara temperatura oko 350 stupanja (temperatura magme je oko 1 500). Hidrotermalni izvori i gejziri, rasprostranjeni po gotovo čitavoj površini Yellowstonea, nisu ništa drugo nego pukotine kroz koje ovaj supervulkan "diše" i oslobađa višak tlaka. Svake godine ovo područje pogodi između 1 000 i 2 000 potresa, no ne velikog intenziteta. Oni ukazuju na aktivnost supervulkana.
Studije i analize pokazuju da najveći rizik dolazi od hidrotermalne aktivnosti koja se zbiva neovisno o vulkanskoj aktivnosti. Preko 20 velikih kratera je nastalo u posljednjih 14 000 godina od ledenjaka povlačenjem iz Yellowstonea.
Daljnja istraživanja pokazuju da Yellowstone prouzrokuje i potrese na velikoj udaljenosti, kao što je 1992. godine potres jačine 7,3 po Richteru u kalifornijskoj pustinji Mojave, koji je pokrenuo seriju potresa, u Denali - 1 300 km daleko i Aljaski oko 3 200 km daleko, gdje je došlo do pojačane aktivnosti mnogih gejzira i izlijevanja vrele vode i nekoliko mjeseci nakon potresa.
Upravitelj Yellowstoneskog opservatorija Jake Lowenstern je predložio Geološkom institutu SAD pojačano motriti te klasifikacirati Yellowstone kao prijetnju najvišeg stupnja rizika.

## Vanjske poveznice
- Yellowstoneski opservatorij
- Sve o supervulkanima  Arhivirana inačica izvorne stranice od 20. travnja 2012. (Wayback Machine)
- BBC-ov znanstveni program o supervulkanima